# Кабраш
Кабра́ш (порт. Ilhéu das Cabras, «козячий острів») — маленький острів у складі Сан-Томе і Принсіпі. Адміністративно належить до округу Лобата. Розташований за 2,2 км на північний схід від селища Міколу, та за 2,4 км на північ від селища Прая-Круз, що на острові Сан-Томе. Має видовжену з північного сходу на південний захід форму. Складається з двох видовжених частин, які рівнинні, але підняті. Між частинами міститься вузький та знижений перешийок. Острів незаселений, вкритий чагарниками та травами. Розміри північної частини — 430×240 м, південної — 470х250, перешийок — 100х40. Загальна довжина острова сягає 1 км. У північній частині на пагорбі збудовано маяк.